# Dendrobium gracilipes
Dendrobium gracilipes är en orkidéart som beskrevs av Isaac Henry Burkill. Dendrobium gracilipes ingår i släktet Dendrobium, och familjen orkidéer. Inga underarter finns listade i Catalogue of Life.